# Siena

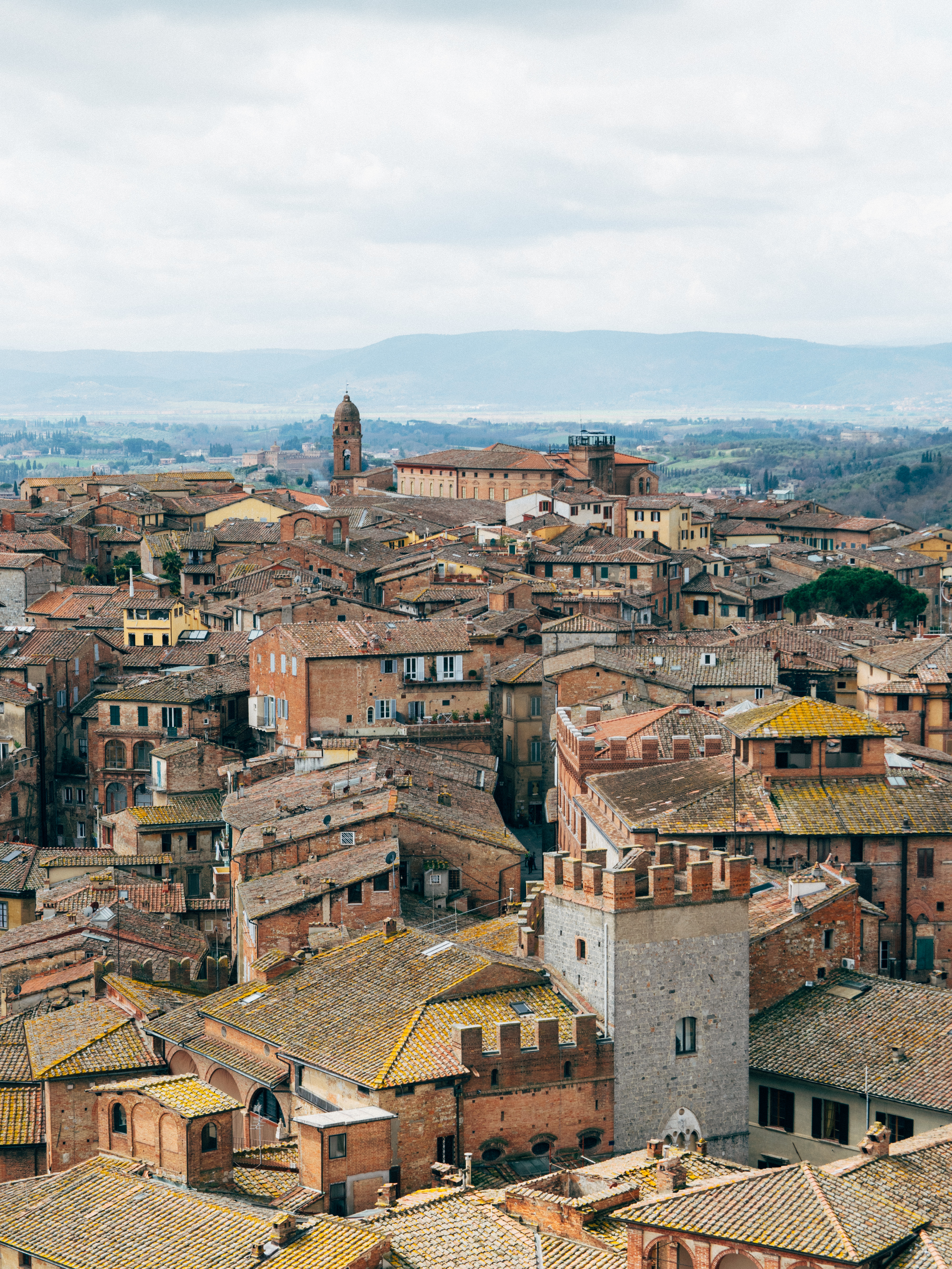
Panorama von Siena

Siena (italienische Aussprache [ˈsjɛːna]) ist der Name einer italienischen Stadt mit 52.833 Einwohnern (Stand 31. Dezember 2023) und eines früheren Stadtstaates im Zentrum der Toskana.
Siena ist Hauptstadt der Provinz Siena und gilt als eine der schönsten Städte der Toskana und Italiens. Schon von jeher befindet sie sich in Rivalität mit Florenz, in politischer, wirtschaftlicher oder künstlerischer Hinsicht. Während Florenz als Paradebeispiel einer Renaissance-Stadt vor allem durch die schiere Masse und Größe seiner Bauwerke und Kunstwerke beeindruckt, hat Siena den mittelalterlichen Charakter der italienischen Gotik erhalten. Die historische Altstadt gehört seit 1995 zum UNESCO-Welterbe. Die Universität Siena, gegründet 1240, gehört zu den ältesten Universitäten Italiens und wird heute von etwa 16.000 Studenten besucht.
Aus Siena stammt die Heilige Katharina von Siena.
Siena ist auch bekannt für den Palio di Siena, ein Pferderennen, das am zentralen Platz Piazza del Campo ausgetragen wird. Bei dem Rennen, das seit dem Mittelalter eine sehr große Bedeutung für Siena hat, treten zweimal im Jahr jeweils zehn der 17 Bezirke (Contrade) der Stadt gegeneinander an.
Siena ist Sitz der Banca Monte dei Paschi di Siena, der ältesten noch existierenden Bank der Welt, die gleichzeitig drittgrößte Bank Italiens ist.

## Geografie

Lage von Siena in der Provinz Siena

Siena liegt etwa 50 km südlich der Regionalhauptstadt Florenz und rund 185 km nordwestlich von Rom. Sie liegt in der klimatischen Einordnung italienischer Gemeinden in der Zone D, 1943 GR/G. Sie grenzt nördlich an den Chianti, südöstlich an die Crete Senesi, südwestlich an die Maremma und nordwestlich an die Montagnola Senese.
Zu den wichtigsten Flüssen im Gemeindegebiet gehören der Tressa (13 km im Gemeindegebiet), der Bozzone (11 km), der Arbia (9 km) und der Sorra (9 km). Keiner der Flüsse durchquert das Stadtzentrum, wobei der Tressa der dem Stadtzentrum am nächsten gelegene Fluss ist. Die Flüsse Sorra und Tressa entspringen im Gemeindegebiet von Siena, der Arbia und der Bozzone quellen nördlich von Siena im Chiantigebiet.
Die bevölkerungsstärksten Ortsteile (Frazioni) von Siena sind Taverne d’Arbia (ca. 2350 Einwohner, 185 m), Isola d’Arbia (ca. 900 Einwohner, 176 m) und Sant’Andrea a Montecchio (ca. 900 Einwohner, 273 m). Weitere Ortsteile sind Le Scotte (ca. 60 Einwohner, 319 m, Standort des Krankenhauses) und Monteliscai.
Die Nachbargemeinden sind Asciano, Castelnuovo Berardenga, Monteriggioni, Monteroni d’Arbia und Sovicille.

## Stadtgliederung

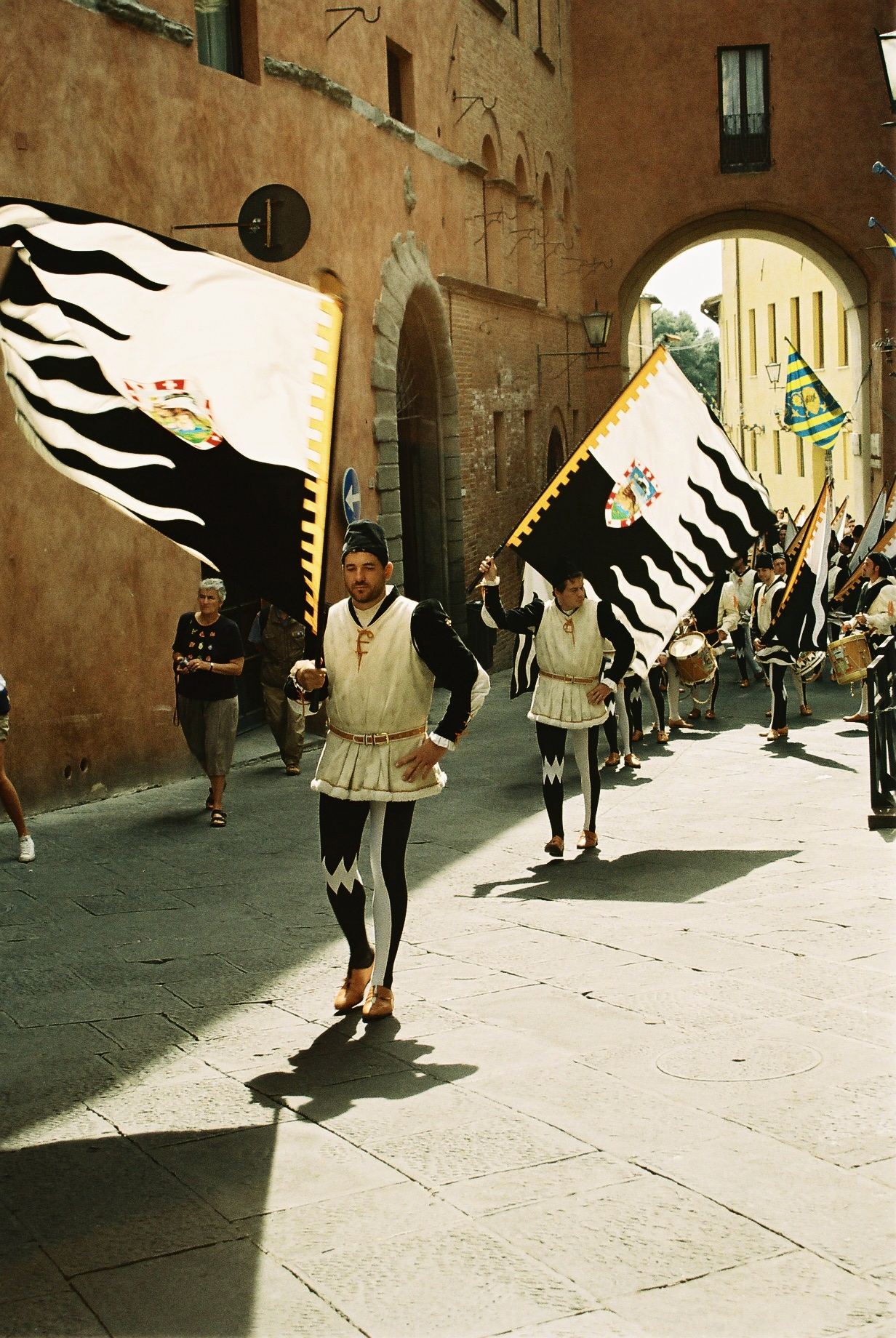
Straßenumzug der Contrada Lupa im Stadtdrittel Terzo di Città

Die historische Altstadt ist gegliedert in drei Terzi (Drittel), in denen mehrere Contrade (Stadtteile) zusammengefasst sind (insgesamt 17) und die alle innerhalb der Stadtmauern von Siena liegen. Die Contraden sind nach ihren Wappen (meist Tieren) benannt und sind Gegner beim berühmten Pferderennen Palio, das jährlich einmal im Juli und einmal im August stattfindet. Die Organisationsform der Contraden als demokratisch und sozial verfasste überschaubare Wohnviertel wurde als Grund für die sehr niedrige Kriminalitätsrate in Siena angeführt. Finanziert wurde das System vor allem von der ortsansässigen Banca Monte dei Paschi di Siena und ihrer Stiftung, die allerdings im Zuge der Eurokrise ab 2011 die jährlichen Zahlungen in dreistelliger Millionenhöhe einstellte.
- Zum Terzo di Città zählen die Contrade Aquila (Adler), Chiocciola (Schnecke), Onda (Welle), Pantera (Panther), Selva (Wald) und Tartuca (Schildkröte).
- Zum Terzo di San Martino gehören die Contrade Civetta (Eule), Leocorno (Einhorn), Nicchio (Muschel), Valdimontone (Widder) und Torre (Turm).
- Zum Terzo di Camollia gehören die Contrade Bruco (Raupe), Drago (Drache), Giraffa (Giraffe), Istrice (Stachelschwein), Lupa (Wölfin) und Oca (Gans).

## Geschichte
Siena geht vermutlich auf eine etruskische Siedlung mit Namen Saena zurück und wurde unter römischer Herrschaft eine Kolonie mit dem Namen Saena Iulia. Ihre eigentliche Bedeutung erlangte die Stadt aber erst im Mittelalter. Wie andere italienische Städte wurde sie allmählich unabhängig und hatte im 12. Jahrhundert eine Konsularregierung.
Im Streit zwischen Kaiser und Papsttum stand Siena – im Gegensatz zu Florenz – auf ghibellinischer Seite und erhielt dadurch verschiedene Privilegien. Im Wesentlichen verbarg sich aber hinter diesem Konflikt eine wirtschaftliche Rivalität zwischen den beiden Handelsstädten. In der Schlacht von Montaperti 1260 wurden die Florentiner geschlagen. Die folgenden Jahre brachten aber einen Niedergang der Ghibellinen mit sich. Im Inneren kam es immer wieder zu politischen Machtkämpfen, die aber eine wirtschaftliche Blüte der Stadt nicht verhinderten.
1389 schlossen die Senesen ein Bündnis mit Gian Galeazzo Visconti, das sie für einige Jahre in Abhängigkeit von Mailand brachte.
1487 ergriff Pandolfo Petrucci die Macht und regierte despotisch, wenn er auch formell die Regierungsformen nicht antastete. Anders als den auf ähnliche Weise in Florenz herrschenden Medici gelang es ihm aber nicht, eine Dynastie zu gründen, und nach seinem Tod 1512 stellte sich die Stadt bald unter den Schutz Karls V. Die Bürger lehnten sich gegen die zunehmende Tyrannei der Spanier auf, aber 1555 wurde Siena nach langer Belagerung eingenommen und zwei Jahre später als Lehen an Cosimo I. de’ Medici gegeben, unter dem es Teil des Großherzogtums Toskana wurde.

## Politik
Seit 2023 ist die Mitte-Rechts Kandidatin Nicoletta Fabio Bürgermeisterin der Stadt. Sie ist damit die erste Frau in diesem Amt.

## Sehenswürdigkeiten

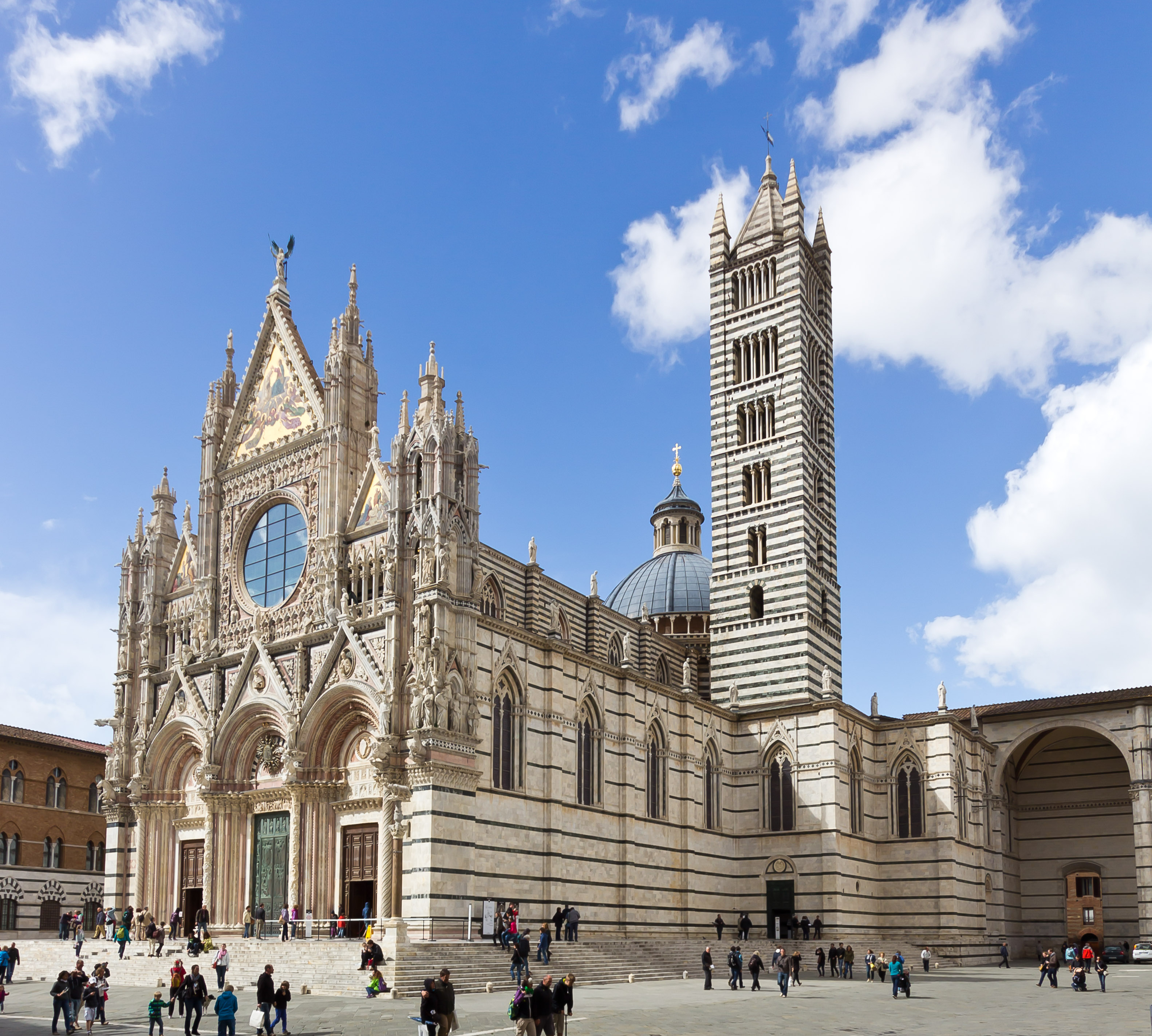
Dom von Siena

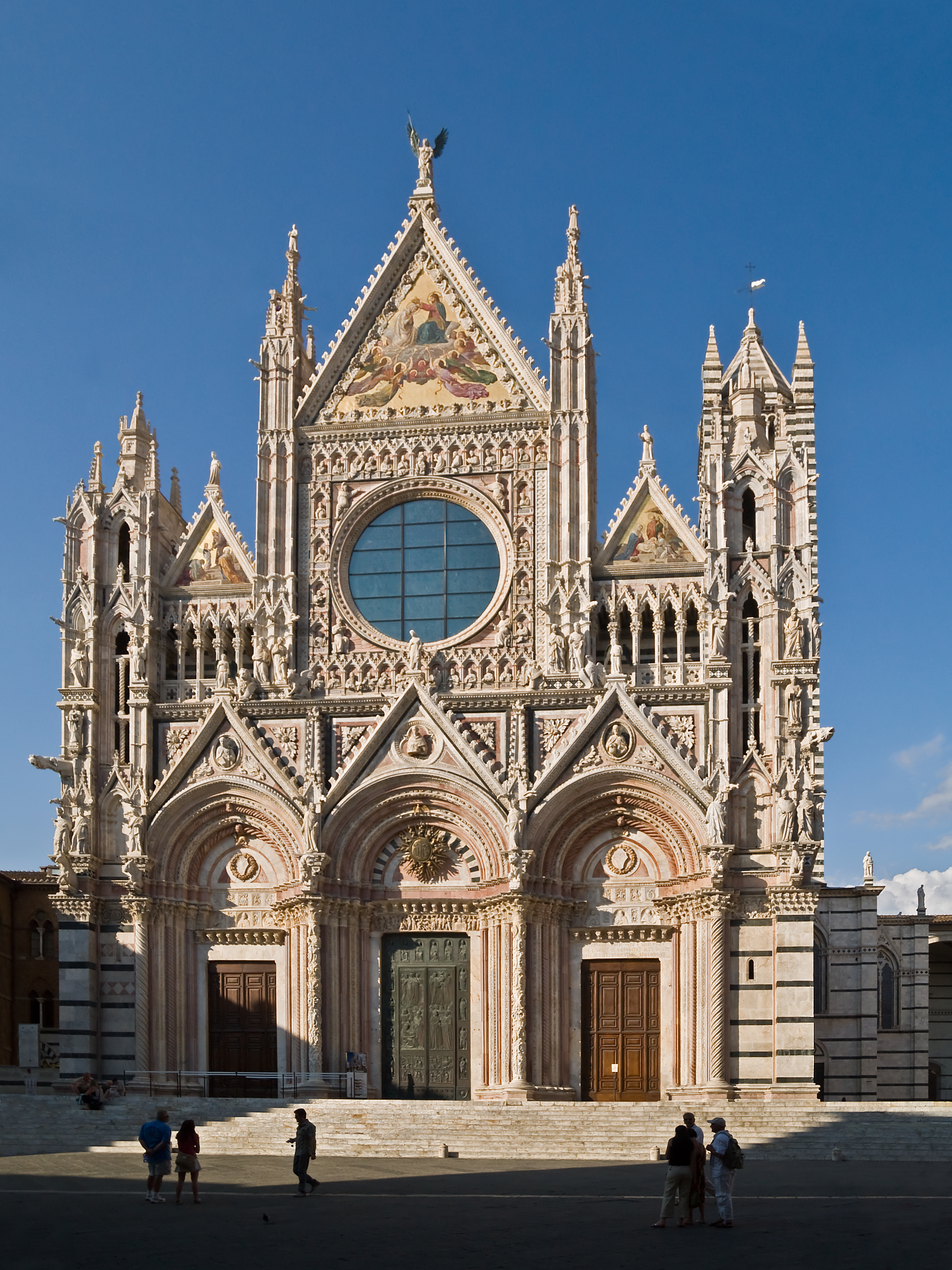
Die Fassade des Doms

### Dom
Der Dom aus schwarzem und weißem Marmor, heute eines der bedeutendsten Beispiele der gotischen Architektur in Italien, entstand aus einer dreischiffigen romanischen Basilika. Heute präsentiert sich der Bau immer noch als solche, jedoch mit gotisch erhöhtem und eingewölbtem Mittelschiff, kompliziertem, mehrschiffigen Querhaus und einem gotischen Chor. Romanisch blieb die unregelmäßig sechseckige Kuppel über der Vierung, die für viele der Unregelmäßigkeiten des Baues verantwortlich ist. Der Bau wurde Anfang des 13. Jahrhunderts begonnen und zog sich bis in das 14. Jahrhundert hinein.
Eine letzte Vergrößerung wurde 1339 begonnen, aber wegen Geldmangels und Problemen mit der Statik nie zu Ende geführt; heute sind nur Nordseitenschiff und Fassade des sog. „Duomo Nuovo“ zu sehen, die die Großartigkeit des unvollendeten Plans andeuten. Die Kirche, die den heutigen Dom als Querhaus weitergenutzt hätte, sollte in den Dimensionen Alt St. Peter, damals eine der größten Kirchen der Welt, übertreffen. Zu dem Baukörper gehört auch das Baptisterium San Giovanni, das in den Substruktionen des Domchores eingerichtet ist.

### Weitere Kirchen

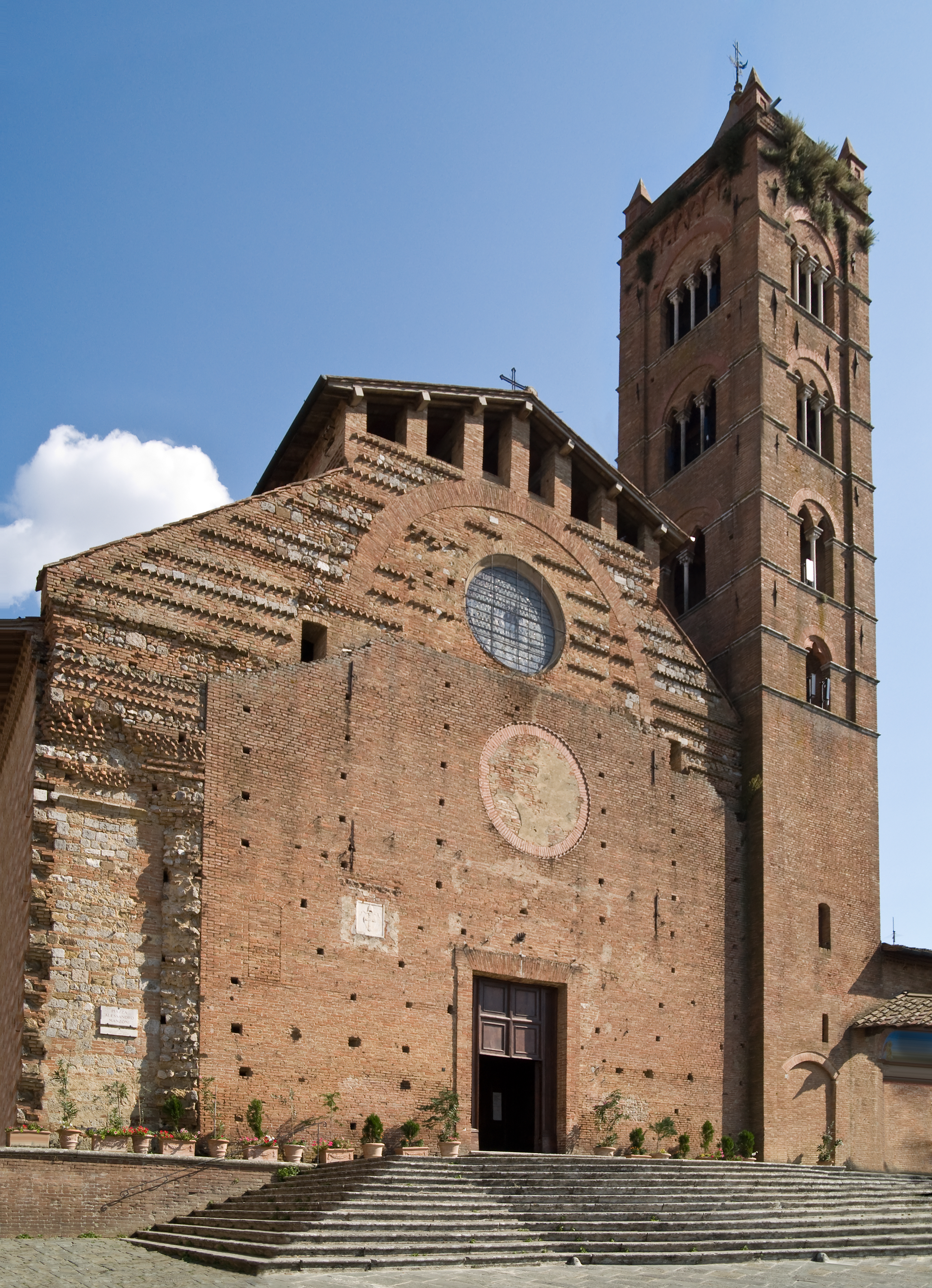
San Clemente in Santa Maria dei Servi

- Basilica dell’Osservanza, einzige der vier Basiliken, die außerhalb der Stadtmauern liegt.
- Basilica di San Clemente in Santa Maria dei Servi im Ortsdrittel Terzo di San Martino.
- Basilica di San Domenico im Ortsdrittel Terzo di Camollia.
- Basilica di San Francesco im Ortsdrittel Terzo di Camollia.
- Sant’Agostino, Kirche im Ortsdrittel Terzo di Città.
- San Martino, Kirche im Ortsdrittel Terzo di San Martino.
- Santuario di Santa Caterina, Geburtshaus, Oratorium und Kirche zu Ehren der hl. Katharina von Siena im Ortsdrittel Terzo di Camollia.

### Museo dell’Opera del Duomo
Die Opera del Duomo enthält neben dem Fenster des Domchores auch Duccios berühmte Madonna, die 1308–1311 für die Kathedrale gemalt wurde, sowie andere Kunstwerke, die aus dem Kontext der Kathedrale stammen.
Durch das Museum kann man die Fassade (facciatone) des „Duomo Nuovo“ betreten, der nie vollendet wurde (s. o.).

### Ospedale Santa Maria della Scala
Gegenüber dem Dom befindet sich dieses schon kurz nach 1000 gegründete Pilgerhospiz, das etwa das vierfache Bauvolumen der Kathedrale besitzt. Im Obergeschoss sind verschiedene Säle und Kapellen von Interesse: neben dem Eingang blickt man in die Kapelle der SS. Annunziata, die im 15. Jh. errichtet und im 18. Jh. durch ein grandioses Fresko in der Apsis ausgeschmückt wurde. Daran schließt die sog. Sagrestia an, die von Vecchietta ausgemalt wurde. Der große Saal im Zentrum des Hospizes (Pellegrinaio) ist vollständig ausgemalt, die meisten der Fresken stammen von Domenico di Bartolo, aber auch Vecchietta und Priamo della Quercia führten einzelne Szenen aus.
Von hohem Interesse sind die beiden Untergeschosse, die höhlenähnlichen Charakter besitzen. Sie sind zum Teil in verschiedenen Epochen ausgestattet worden, beherbergen heute außerdem viele Kunstwerke, darunter eine große Sammlung antiker Urnen und ein Altarretabel von Taddeo di Bartolo.

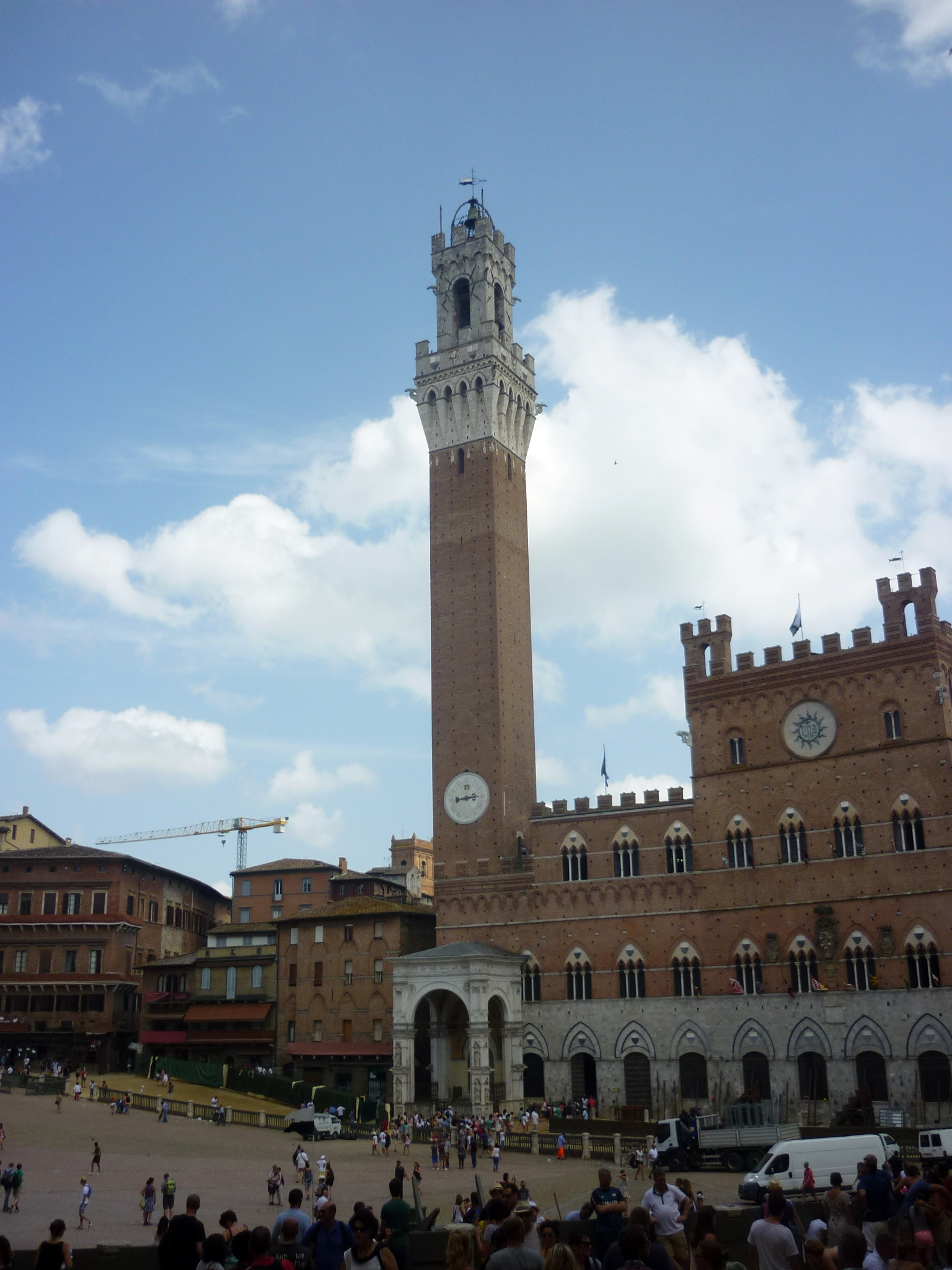
Der Palazzo Pubblico

### Palazzo Pubblico (Palazzo Comunale)

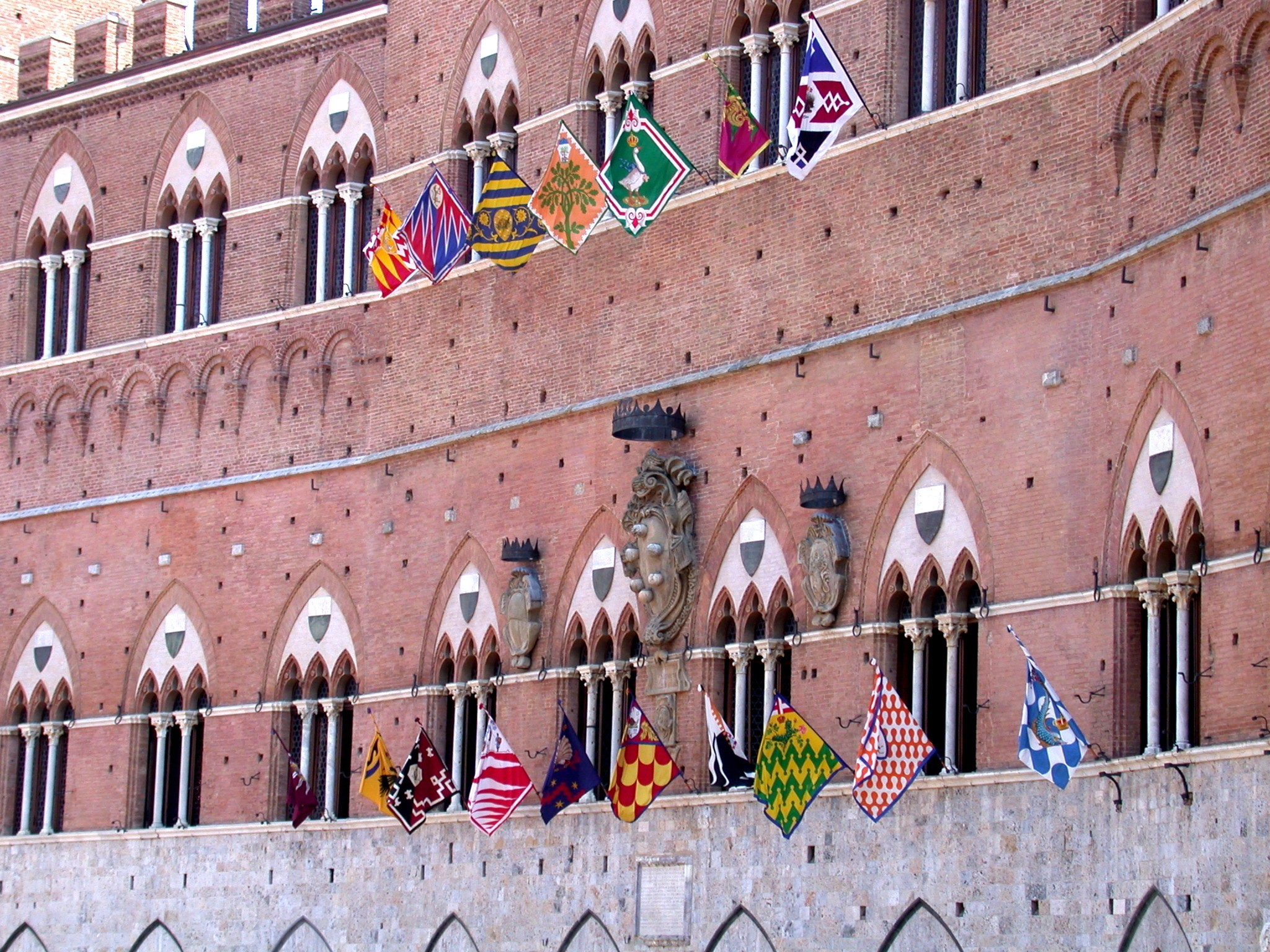
Fassade des Palazzo Pubblico

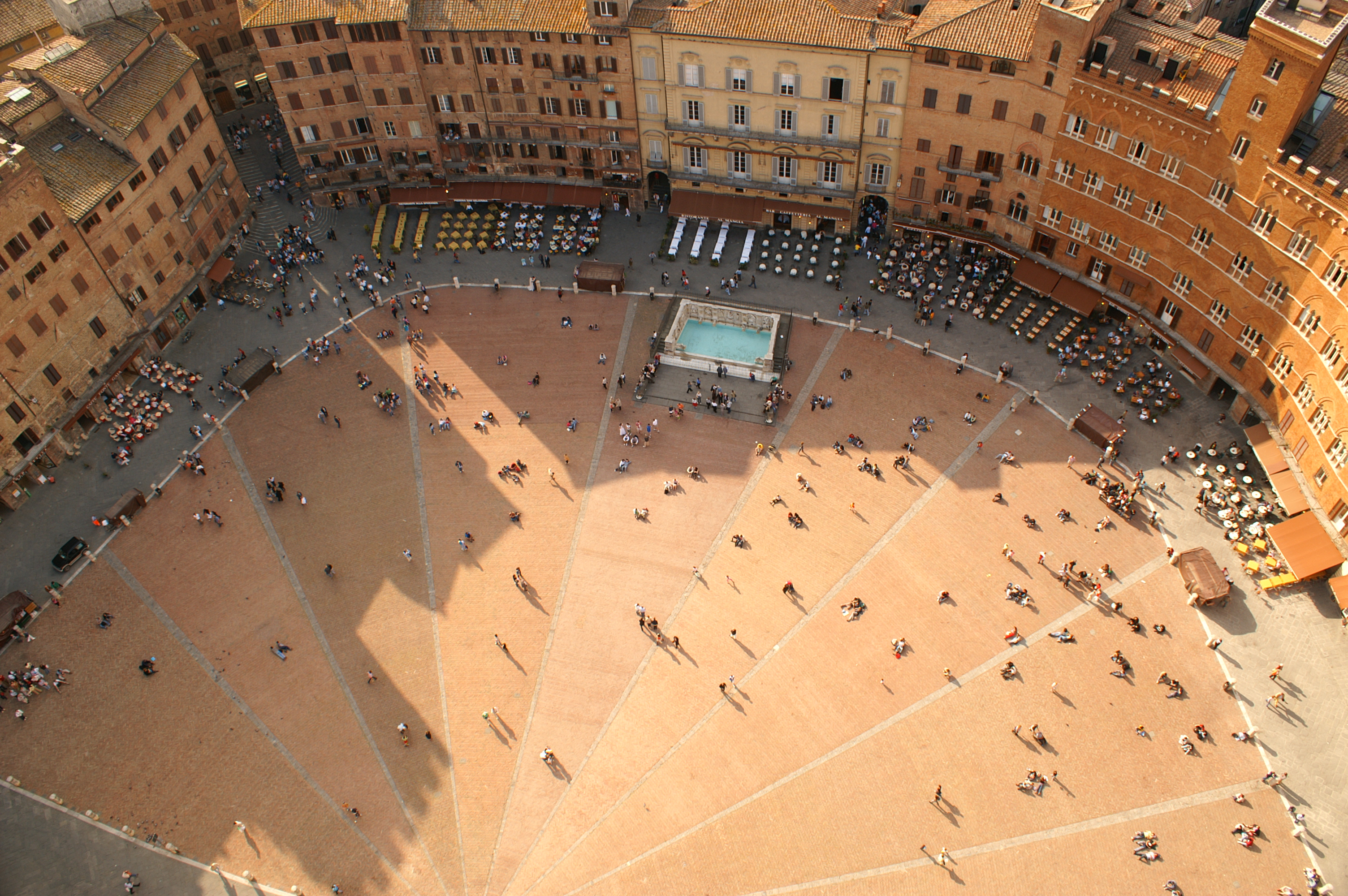
Piazza del Campo vom Turm (Torre del Mangia) des Palazzo Pubblico

Der Palazzo Pubblico (das Rathaus) ist ein Palast, dessen Bau im Jahre 1297 begann, als Sitz der republikanischen Regierung, der Podestà und des Konzils der Neun.
Der Palast liegt zentral an Sienas Hauptplatz, der Piazza del Campo; der Platz wurde im 14. Jahrhundert am Ort eines antiken Theaters angelegt; 1347 erhielt er seine charakteristische rote Backstein-Pflasterung, die von hellen Streifen aus Travertin segmentiert wird. Hier findet auch der Palio di Siena statt, ein alljährliches lokales Pferderennen.
Im Palast selbst befinden sich zahlreiche berühmte Fresken wie zum Beispiel dasjenige, das Guidoriccio da Fogliano im Saal der Landkarten (Sala del Mappamondo) zeigt. Das Fresko stammt wahrscheinlich von Simone Martini. Die Wand des Saals zeigt außerdem Reste der Zeichnung einer Weltkarte von Pietro Lorenzetti. Eines der berühmtesten Werke im Palast ist die Darstellung der Guten und der Schlechten Regierung im Saal der Neun (Sala della Pace) von Ambrogio Lorenzetti.
Der 102 Meter hohe Turm des Palastes (Torre del Mangia) wurde zwischen 1325 und 1344 errichtet, seine Spitze wurde von Lippo Memmi entworfen. Er ist der Öffentlichkeit zugänglich und bietet von seiner Spitze einen sehr guten Rundblick über die Stadt und ihre Umgebung.

### Accademia Musicale Chigiana

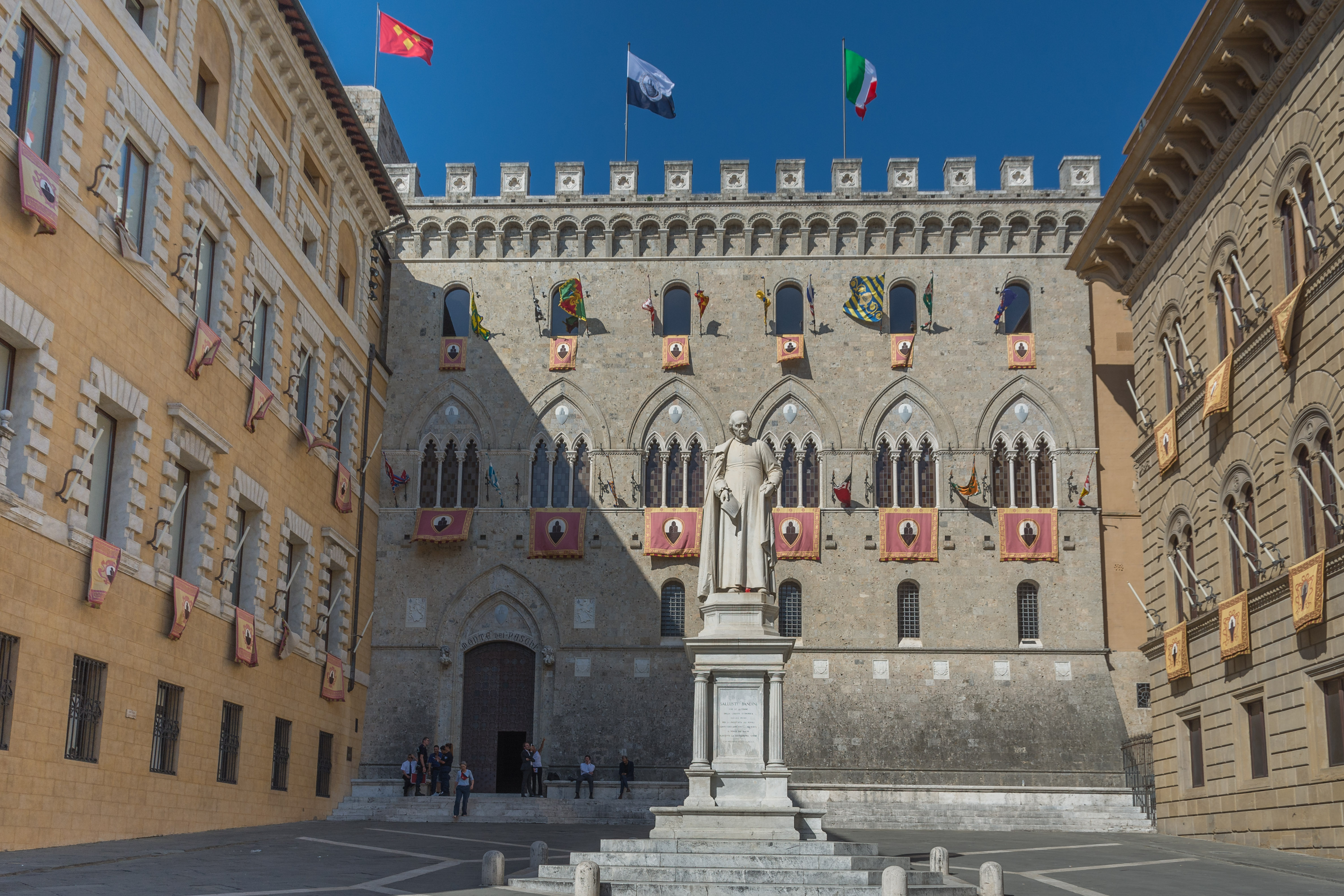
Palazzo Salimbeni, Sitz der Zentrale der Banca Monte dei Paschi di Siena

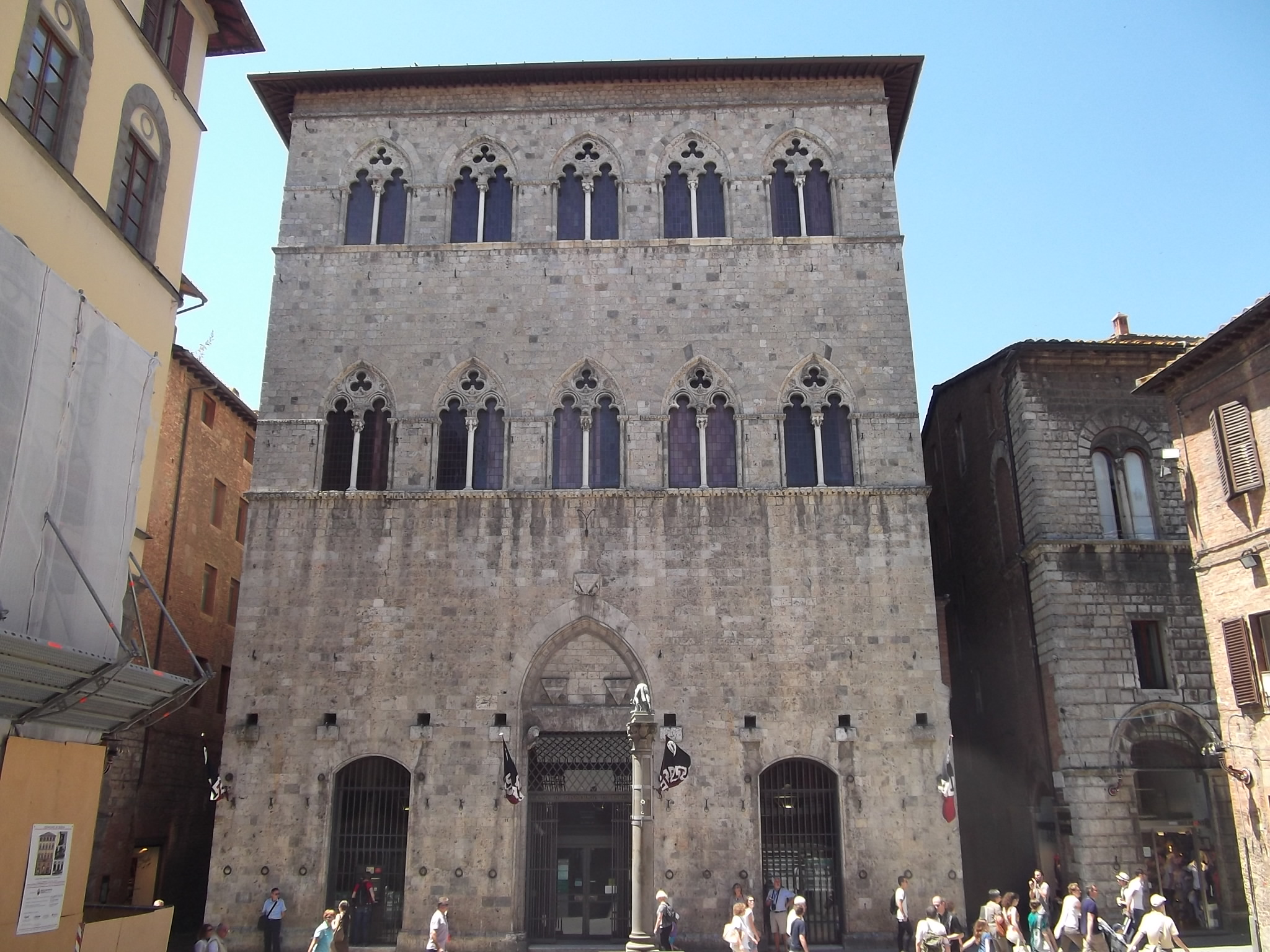
Palazzo Tolomei in Siena

Die Institution ist eine angesehene Musik- und Kunstakademie aus dem ersten Viertel des 20. Jahrhunderts. Sie veranstaltet u. a. im September die Musikwoche Siena und weitere Kurse zur Weiterbildung junger Musiker. Ihr Sitz ist der historische Palazzo Chigi-Saracini.

### Pinacoteca Nazionale di Siena
Das 1932 eingeweihte Kunstmuseum enthält Werke aus dem 13. bis zum 16. Jahrhundert bedeutender seneser Künstler.

### Banca Monte dei Paschi di Siena
Die 1472 gegründete Bank mit der Zentrale in Siena im Palazzo Salimbeni gilt als älteste Bank der Welt.

### Palazzo Tolomei
Der Palazzo Tolomei in der Straße Banchi di Sopra wurde um 1205 gebaut und ist der älteste Stadtpalast von Siena. Er wurde später aufgestockt und umgebaut. Die Cassa di Risparmio di Firenze hat hier heute ihren Sitz.

### Bottini di Siena
Unterirdisches Tunnelsystem zur (ehemaligen) Wasserversorgung von Siena.

### Canale del Granduca
Unterirdisches Tunnelsystem zur Entwässerung des Pian del Lago.

## Sport
Das bekannteste Sportereignis der Stadt ist der Palio di Siena, ein Pferderennen, das seit dem Mittelalter veranstaltet wird.
Der örtliche Fußballklub, die ACN Siena (bis 2014 AC Siena, 2014–2020 Robur Siena), spielte von 2003 bis 2010 und wieder zwischen 2011 und 2013 in der Serie A, der höchsten Spielklasse im italienischen Fußball. Nach dem Abstieg zum Ende der Saison 2012/13 trug der Verein seitdem seine Punktspiele wieder in der Serie B aus. Aufgrund der finanziellen Probleme spielt der Verein im Moment in der viertklassigen Serie D.
Im Basketball war der Klub Mens Sana Basket Siena jahrelang die dominierende Mannschaft in der höchsten italienischen Basketballliga und konnte 2004 sowie 2007 bis 2013 die Meisterschaft erringen. Aufgrund finanzieller Probleme erfolgte jedoch 2014 der Zwangsabstieg in den Amateurbereich.
Siena ist Ziel des Radklassikers Strade Bianche, welcher auf dem Piazza del Campo endet.

## Verkehr
Siena profitiert von mehreren Hauptverkehrsachsen. Zu nennen wäre hier die SS2 Via Cassia, die von Rom nach Florenz führt. Außerdem liegt sie an der E78 Grosseto – Fano, welche über die SS 223 di Paganico gen Westen nach Grosseto und über die SS73 ostwärts, nach Fano bzw. Perugia und zur Autostrada A1 Richtung Rom und Neapel führt. Derzeit läuft der vierspurige Ausbau der E78. Nach Norden besteht Anschluss an den vierspurig ausgebauten Raccordo autostradale 3, der nach Florenz und zur Autostrada A1 in Richtung Bologna führt. Westlich der Stadt verläuft die Strada Statale 674 Tangenziale Ovest di Siena, die es dem Schwer- und Durchgangsverkehr ermöglicht, die Stadt zu umgehen.
Rund zwölf Kilometer südwestlich von Siena in der Gemeinde Sovicille (Ortsteil Ampugnano) liegt der Regionalflughafen Siena-Ampugnano. Der geplante Ausbau des Flughafens ist umstritten.
Vom Fernverkehr der Trenitalia ist Siena abgehängt. Auf den Bahnstrecken nach Empoli, Chiusi und Grosseto verkehren nur Regionalzüge.
Der innerstädtische ÖPNV wird durch die Stadtbusse der lokalen Gesellschaft Siena Mobilitá abgewickelt, die auch Überlandlinien in das Umland betreibt. Derzeit verkehren im Stadtnetz Siena 15 Buslinien.

## Städtepartnerschaften
Es bestehen Partnerschaften mit Avignon in Frankreich sowie mit Weimar und Wetzlar in Deutschland.